# Предателство (теленовела, 2008)
Вижте пояснителната страница за други значения на Предателство.
Предателство (на испански: La traición) e испаноезична теленовела създадена през 2008 година от Telemundo. Базирана е върху романа на Фелипе Перес „Господарят на Раузан“ („El caballero de Rauzán“) (1887 г.)

## Актьори
- Дана Гарсия – Соледад де Обрегон
- Марио Симаро – Уго де Медина / Алсидес де Медина
- Вирна Флорес – Елоиса Ренан
- Сесар Мора – Гилермо Бурке
- Хари Гайтнер – Франсиско „Пакито“ де Моралес
- Салвадор дел Солар – Артуро де Линарес
- Росана Фернандес Малдонадо – Беатрис де Линарес
- Моника Франко – Ребека Монтенегро
- Виктория Гонгора – Елена Бурке
- Лус Естея Луенгас – Естер де Обрегон
- Херман Рохас – Лукас де Обрегон
- Исмаел Ла Роса – д-р Даниел вон Ширак
- Мишел Виет – Мишел Филипс
- Флавио Пениче – Борис Монсалве
- Наталия Хиралдо – Антония де Обрегон
- Лилиана Саласар – Марина де Монсалве
- Серхио Гонсалес – д-р Максимилиано Рендон „д-р Макс“
- Индира Серано – Урсула
- Тиберио Крус – Еркулес

## Версии
- „Предателство“ е вторият римейк на „Господарят на Раузан“ („El caballero de Rauzán“), изработен от RTI Producciones през 1978 г. Той е режисиран от Луис Едуардо Гутиерес и е с участието на Роналд Аязо и Джуди Енрикес.
- През 2000 г. същата продуцентска компания създава в съвместно производство с Caracol първия римейк: „Господарят на Раузан“ („Раузан“). В него участват Освалдо Риос и Сусана Торес.

## В България
В България сериалът започва на 26 август 2008 г. по bTV и завършва на 30 януари 2009 г. Ролите се озвучават от Живка Донева, Даниела Сладунова, Татяна Петрова, Александър Воронов и Илиян Пенев.